# 26908 Лебег
26908 Лебег (26908 Lebesgue) — астероїд головного поясу, відкритий 11 квітня 1996 року.
Тіссеранів параметр щодо Юпітера — 3,458.
Названо на честь Анрі Леон Лебега, французького математика